# Lötsjön (musikgrupp)
Lötsjön är ett akustiskt band bildat 1972 i Sundbyberg. Gruppen räknas som en del av den svenska proggrörelsen.

## Medlemmar
- Jill Erlandsson, sång, gitarr, flöjt
- Pia Wahlman (Rylander), sång, gitarr
- Leif Sundin, sång gitarr, bas, mandolin
- Urban Osterman, sång, gitarr, bas, klaviatur, percussion,

## Diskografi
- 1976 - Ostbiten, LP
- 1982 - Things That Never Die, LP